# Bereißen
Das Herunterreißen loser Gesteinsstücke, -schalen oder Kohlebrocken aus der Firste, den Stößen oder der Ortsbrust bezeichnet der Bergmann als Bereißen, Abtreiben oder Berauben.

## Grundlagen
Bei Sprengarbeiten lockert sich das Gebirge auf, sodass es insbesondere in Ortsvortrieben zu einer Gefährdung  durch Stein- oder Kohlenfall kommen kann. Um diese Gefährdung zu vermeiden, ist das Bereißen nach dem Sprengen für die Sicherheit der Bergleute besonders wichtig.
Im Erz-, Salz- und Kalibergbau kommt es durch Hohlraumreduzierung zu Konvergenzen. Diese wiederum führen zu Ablösungen an den Firsten und Stößen. Damit durch das lose Firstmaterial niemand gefährdet wird, muss die Firste regelmäßig nachgearbeitet werden.

### Früherkennung
Damit die Bergleute die Gefahren durch Stein- oder Kohlenfall rechtzeitig erkennen, werden sie regelmäßig geschult. Im Salz- und Kalibergbau werden die Bergleute unterwiesen und geschult, Ablösungen an der Firste rechtzeitig zu erkennen. 
Aber auch neueste Technik wird eingesetzt, um dem Bergmann seine gefahrvolle Arbeit zu erleichtern. Beispielsweise werden im Kalibergbau  mit Firstradar ausgerüstete Spezialfahrzeuge eingesetzt, um Gefahren rechtzeitig zu erkennen und zu beseitigen.

## Arbeitsweise
Das lose Gestein wird von einem Bergmann mittels einer Beraube-/Bereißstange oder der Keilhaue entfernt. Dazu stößt der Bergmann von einem sicheren und geschützten Platz aus gegen die Firste und die Stöße oder hebelt mit der Bereißstange an Rissen im Gestein, um dadurch schon gelockerte Partien endgültig zu lösen. Anschließend werden die Kappensegmente auf die sogenannten Vorpfändschienen gelegt. Unter diesem schützenden Dach wird mittels Ortslader das Haufwerk entfernt. Ist das Haufwerk entfernt, können die Stöße und die Ortsbrust ebenfalls berissen werden. Nach dem Einbringen des Ausbaues ist ein Bereißen der Stöße und der Firste nicht mehr erforderlich. Die Ortsbrust wird vorläufig mittels Ortsbrustsicherung gesichert. 
Bereißstangen können bis zu 4 m lang sein. Um sie leicht und handhabbar zu gestalten, werden sie aus Aluminiumrohr mit Stahlspitze und Stahlgriff gefertigt.
Im Salz- und Kalibergbau ist das manuelle Berauben mittels Beraubestange aufgrund der Höhe der Strecken und Kammern nicht, oder nur mit großem Aufwand, möglich. Deshalb werden hier zum Bereißen spezielle Beraubefahrzeuge eingesetzt. Der Einsatz von Beraubefahrzeugen ist wesentlich effektiver als das manuelle Bereißen. Das Berauben der Firste in den Abbaubereichen und den rückwärtigen Grubenbauen wird außerdem durch den Einsatz von Beraubefahrzeugen wesentlich sicherer.
Um bei diesen großen Höhen die gefährlichen Stellen erkennen zu können, werden spezielle Beraubescheinwerfer verwendet.